# Justizvollzugsanstalt Frankfurt (Oder)
Die Justizvollzugsanstalt Frankfurt (Oder) (abgekürzt JVA Frankfurt (Oder)) war eine Justizvollzugsanstalt des Landes Brandenburg in Frankfurt (Oder). In dem Gefängnis waren männliche erwachsene Straftäter mit Freiheitsstrafen von bis zu zwei Jahren und Untersuchungshäftlinge untergebracht. Zum 1. Dezember 2013 schloss die Einrichtung. Das Gebäude steht derzeit leer.

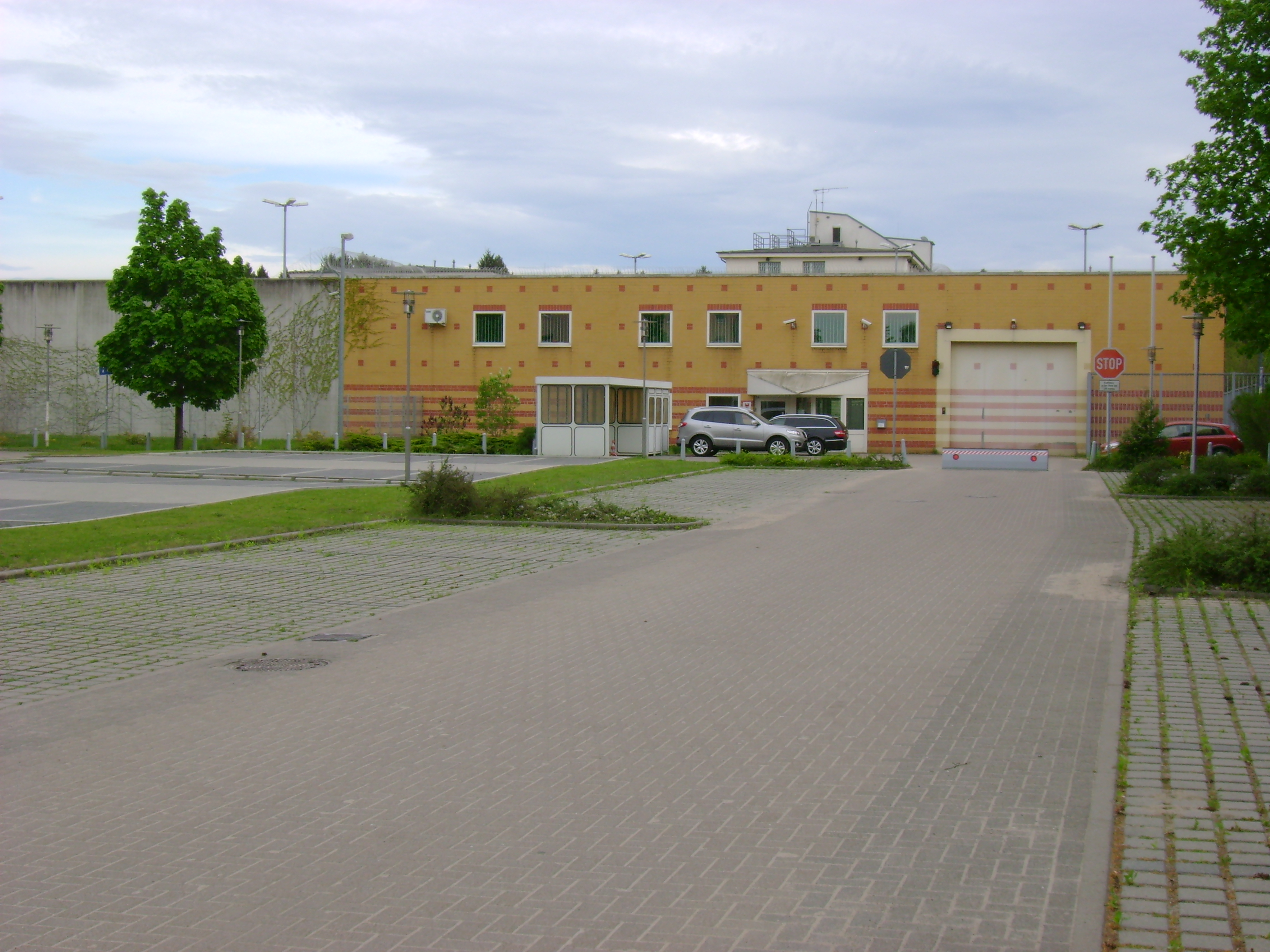
Pforte der JVA Frankfurt (Oder)

## Zuständigkeit
In der JVA Frankfurt (Oder) verbüßten männliche erwachsene Strafgefangene im geschlossenen Vollzug Freiheitsstrafen von bis zu zwei Jahren. Außerdem wurden hier die Untersuchungshäftlinge des Landgerichtsbezirkes Frankfurt (Oder) untergebracht. Es existierten 155 Haftplätze im geschlossenen Vollzug. (65 für Untersuchungshaft, 90 für Strafhaft) Seit 1. Dezember 2012 war die JVA Frankfurt (Oder) nur noch eine Außenstelle der JVA Cottbus-Dissenchen.

## Personal
In der JVA Frankfurt (Oder) waren 69 Mitarbeiter, davon 54 des allgemeinen Vollzugsdienstes beschäftigt. Ein evangelischer und ein katholischer Seelsorger standen zur Verfügung.

## Gefangenbetreuung
Die Unterbringung der Gefangenen erfolgte in 68 Einzelzellen und 87 Plätzen in Gemeinschaftszellen.